# Jiří Svoboda (siatkarz)
Jiří Svoboda (ps. Šambárt ur. 19 kwietnia 1941 w Zubří) – czeski siatkarz, medalista igrzysk olimpijskich, mistrzostw Europy i Pucharu Świata.

## Życiorys
Swoją przygodę z siatkówką rozpoczął za sprawą ojca i starszego brata podczas uczęszczania do szkoły podstawowej w Wędryni). Grał w młodzieżowej drużynie w Rožnovie podczas nauki w szkole średniej i później w zespołach z Frenštátu, Trzyńca i Czeskiego Cieszyna, gdzie został dostrzeżony przez działaczy VŽKG Ostrava. W latach 1960–1962 odbywał podstawową służbę wojskową nie uczestnicząc przy tym w grze w siatkówkę, po czym powrócił do VŽKG.
Svoboda był w składzie reprezentacji Czechosłowacji, która zajęła 3. miejsce podczas Pucharu Świata 1965 organizowanego w Polsce i wywalczyła wicemistrzostwo na mistrzostwach Europy 1967 w Turcji. Wystąpił na igrzyskach olimpijskich 1968 w Meksyku. Zagrał we wszystkich dziewięciu rozgrywanych meczach. Jego zespół z siedmioma zwycięstwami i dwiema porażkami zajął trzecie miejsce w turnieju. Razem z drużyną narodową zajął 5. miejsce w Pucharze Świata 1969 w NRD i 6. miejsce na mistrzostwach Europy 1975 w Jugosławii.
Svoboda był zawodnikiem klubu VŽKG Ostrava, z którym wywalczył mistrzostwo Czechosłowacji w 1968. W tym samym roku za zgodą ČSVS a FIVB gościł w drużynie Zbrojovka Zetor Brno i pomógł jej zwyciężyć w Pucharze Europy Mistrzów Klubowych 1968. W sezonie 1968/1969 grał w Pallavolo Parma, z którym sięgnął po tytuł mistrza Serie A1. Powrócił do kluby z Ostrawy na dwa sezony, a w latach 1971-1976 reprezentował zespół Aero Odolena Voda, z którym w mistrzostwach kraju dwukrotnie zajmował 2. miejsce – w 1974 i 1975 oraz 3. miejsce w 1973. W sezonie 1976/1977 zajął 4. miejsce we włoskiej lidze z Klippan CUS Torino, następnie przez rok był grającym trenerem Pallavolo Belluno, gdzie wygrał Serie B i awansował do najwyższej w hierarchii włoskich rozgrywek. Następnie był trenerem męskiego zespołu i juniorów do 1991. Później przez jeden sezon trenował juniorów w SIC Revigo.
Z zawodu jest elektrotechnikiem. Ukończył studia na Wydziale Wychowania Fizycznego i Sportu Uniwersytetu Karola z kwalifikacjami trenerskimi.